# VPZ
VPZ was een schaatsploeg van hoofdsponsor VPZ Assurantiën. Algemeen directeur van VPZ was Bert ten Hove (1956-2022). De VPZ-ploeg had een zogenoemde B-status binnen de merkenteams en was na TVM en Control de derde grote commerciële schaatsploeg van Nederland.
Technisch adviseur was Ab Krook. Krook riep tijdens de presentatie van VPZ van 10 september 2008 de grote drie commerciële ploegen op om meer te gaan samenwerken.

## Geschiedenis
VPZ investeerde al bijna 10 jaar in schaatsen. Op 14 oktober 2007 won de ploeg de ploegenachtervolging tijdens de seizoensopening IJsselcup. Vanaf dat seizoen, 2007/2008, kwam VPZ in de schijnwerpers met de afvaardiging van Ben Jongejan naar de grote allroundtoernooien en Jorien Voorhuis naar het WK afstanden. Het seizoen daarop waren er tijdens de selectiewedstrijd voor het WK Allround wederom twee VPZ'ers: Voorhuis en Tom Prinsen. Voor het WK afstanden 2009 verzekerden Voorhuis en Diane Valkenburg zich van deelname op de 3000 meter. In de jaren 2008-2010 begon de ploeg echt bekend te worden met schaatsers die zich onder meer op de Olympische Spelen van 2010 hebben laten zien. Na het olympische seizoen werd de schaatsploeg opgeheven en beperkte VPZ zich tot het sponsoren van het Gewest Groningen en het steunen van de Groningse schaatsacademie waar kinderen tijdens schooltijd kunnen trainen en op deze manier de perfecte combinatie tussen school en schaatsen kunnen maken. In 2018 werd de Ten Hove Holding failliet verklaard.

## Schaatsploeg
De schaatsploeg bestond de laatste jaren uit een allroundploeg en een sprintploeg. VPZ stond onder leiding van Erik Bouwman, Emiel Kluin en Erwin ten Hove (de drie E's) en had in haar laatste jaar de volgende langebaanschaatsers onder haar hoede. Ook was VPZ sponsor van de Groningse marathonschaatsster Hilde van Slochteren.
Schaatsers die een deel van hun carrière bij VPZ gereden hebben zijn onder andere:
- Jan Blokhuijsen
- Pim Cazemier
- Bob de Jong
- Ben Jongejan
- Sophie Nijman
- Thijsje Oenema
- Remco Olde Heuvel
- Tom Prinsen
- Sanne van der Star
- Diane Valkenburg
- Jorien Voorhuis